# Mezey Ferenc (jogász)
Mezey Ferenc, Grünfeld (Nyíracsád, 1860. február 5. – Budapest, Erzsébetváros, 1927. július 2.) jogi doktor, ügyvéd, lapszerkesztő.

## Élete
Zsidó családból származott, Mezey Albert és Fábián Róza fia. Szülei rabbinak szánták, majd a kereskedelmi pályára lépett és egy bankba került. Azonban ezen pálya sem volt kedvére, ezért a gimnáziumban tanult és onnét a pesti egyetemre ment és jogot hallgatott. Letette a jogi doktori, majd az ügyvédi vizsgálatot és gyakorló ügyvéd lett Budapesten. A zsidók recepciója érdekében a folyóiratokban és lapokban előkészítette a talajt és az ez ügyben keletkezett mozgalomnak egyik jegyzője volt. Bánóczi Józseffel egyetemben 1894-ben megalkotta az Izraelita Magyar Irodalmi Társulatot, melynek két évig titkárja, Évkönyvének pedig szerkesztője volt. A zsidó felekezet humanisztikus és kulturalis ügyeiben tevékeny részt vett. 1889-től ügyésze és titkára volt a pesti Chevra Kadisa izraelita jótékony-egyletnek, naggyá tette az intézményt, adminisztrációját megszervezte és gazdag intézmények alapításával érdemeket szerzett a közjótékonyság területén. Jegyzője volt a VI. (pesti) izraelita egyházkerületnek, az országos magyar izraelita közalapnak. Az Aggok Házának szélesebb alapon való kifejlesztése, a Szeretetház és a Szeretetkórház létesítése az ő kezdeményezésére történt. A Szentegylet később ügyvezető alelnökké választotta, ez állásától 1916-ban lépett vissza. 1902-ben nevezte ki a kultuszminiszter az Országos Iroda titkárává; Mezei Mór elnöksége alatt előbb alelnöke, 1925-ben ügyvezető elnöke lett, 1927. június 26-tól pedig, miután előzőleg a VI. községkerület elnökévé választották, az Országos Iroda elnöke volt. Emellett betöltötte 1905-től a Ferenc József Országos Rabbiképző Intézet vezérlőbizottságának előadói, 1914-től pedig elnöki tisztét, az Országos Izraelita Tanítóképző Intézet igazgatótanácsának pedig ügyvezető elnöke volt. A Rabbiképző és a Tanítóképző internátusának alapjait ő vetette meg. 1884-től 1891-ig Bánóczival, majd Blau Lajossal együtt szerkesztette a Magyar Zsidó Szemlét, ahova jórészt egyházpolitikai cikkeket írt. A királyi tanácsosi rangot kapta érdemei elismeréséül. Az 1916-ban megnyitott magyar zsidó múzeumnak is egyik alapítója volt. Szépirodalommal is foglalkozott. Novellái Rajzok a magyar zsidó életből cím alatt jelentek meg. Halálát idült vesebaj okozta, 1927. július 4-én temették el az egész magyar zsidóság osztatlan részvéte mellett.
Tanuló korában a vidéki lapokba írogatott, jogászkorában pedig a Nemzeti Ujság belső dolgozótársa volt; később jogi szaklapokba írt cikkeket, így a Jogtudományi Közlönybe (1888. A czégér); a Magyar Zsidó Szemlének több évig volt munkatársa és 1891-től 1895-ig szerkesztette, ahol saját neve, Kovács Ferenc és Körösi Imre álnevek alatt jelentek meg cikkei; a Magyar Szalonban (Onnan hazulról c. néprajza).